# Цистерна Базилика
Цистерна Базилика или Потопљена палата, како је називају Турци (тур. Yerebatan Sarnıcı) је античка подземна цистерна која се налази између Хиподрома и Свете Софије у Истанбулу. Снабдевала је водом центар византијског Цариграда и позната је по својим мермерним стубовима носачима. Цистерна Базилика је највећа од неколико стотина таквих подземних цистерни у Истанбулу.
Ова подземна цистерна је добила име Цистерна Базилика по великој базилици која се налазила тачно изнад ње, на првом од седам константинопољских брежуљака.

## Историјат
Цистерна Базилика изграђена је у 6. веку, за време владавине Јустинијана I и била је у употреби доста дуго. Сврха ове цистерне је била да омогући приступ свежој пијаћој води, која је системом аквадукта и цеви допремана из 19 км удаљене Београдске Шуме. Цистерна је снабдевала водом Велику Палату Константинопоља и друге грађевине на првом брежуљку. Цистерну су наставиле да користе Османлије након пада Константинопоља.

## Изглед
Цистерна је дугачка 138 м и широка 65 м и укупне је површине 9.800 м². Зидови цистерне су од ватросталне цигле, дебљине 4 м, са посебним слојем за хидроизолацију, а њен капацитет износи око 80.000 м³ воде. Свод цистерне држи укупно 336 мермерних стубова висине 9 м (8 - 8,5 према неким изворима), распоређених у 12 редова, по 28 стубова у сваком.

### Стубови цистерне
Стубови су претежно са капителима у јонском и коринтском стилу, мада има и неколико дорских, без гравура на себи. Један стуб је целом висином изгравиран мотивима Фатиминог ока, у облику сузе и верује се да је тиме одата почаст стотинама робова који су умрли градећи ову цистерну. 
У северозападном углу цистерне, налазе се два стуба која у својој основи имају главе Медузе. Њихово порекло је непознато, мада се верује да су у цистерну донете са неког од археолошких налазишта (као и добар део материјала за остале стубове и за градњу Аја Софије) из касног Римског периода. Једна глава је положена на страну а друга наопачке, што по традицији треба да поништи утицај фаталног погледа Горгона, ћерки бога Форкија - Медузе, Стено и Еуријале, од кога би се човек од ужаса скаменио.
- Цртеж основе цистерне Базилике
- Цртеж унутрашњости Цистерне из 1715. године
- Свод Цистерне
- Платформа за обилазак
- Капители у коринтском стилу
- Лежећа глава Медузе
- Глава Медузе постављена наопако
- Стуб са Фатиминим сузама

## Цистерна Базилика данас
Током 1968. године запушене су пукотине и поправљени стубови, да би се 1985. године отпочело са рестаурацијом целог комплекса. Цистерна је 09.09.1987. године званично поново отворена за посетиоце. Данашњи обилазак омогућен је последњом рестаурацијом 1985. године, када су направљене платформе по којима се хода. До тада је Цистерну било могуће обићи једино у малим дрвеним чамцима.

## Занимљивости
Како је обилазак Цистерне изгледао пре изградње платформи за посетиоце може се видети у филму “Из Русије с љубављу“, где се Цистерна Базилика препознаје као једна од најупечатљивијих сценографија у филмовима о Џемсу Бонду. Ово необично место је приказано у још неколико филмова, међу којима је и Инферно, адаптацији истоимене књиге Дена Брауна.